# Phaeosacciaceae
 (février 2022).
Famille
Les Phaeosacciaceae sont une famille d'algues de l'embranchement des Ochrophyta  de la classe des Phaeosacciophyceae et de l’ordre des  Phaeosacciales.
Le genre Phaeosaccion vit exclusivement dans les eaux froides, des zones boréales-arctiques (nord-est de l'Amérique du Nord et nord de l'Europe).

## Étymologie
Le nom vient du genre type Phaeosaccion, dérivé du grec φαιός / faiós, « brun, sombre », et σακκιον / sakkion, « petit sac », en référence à l'aspect des thalles de cette algue « en forme de sac constitué d'une seule couche de cellules ».

## Description
Le genre type Phaeosaccion possède un thalle de forme tubulaire ou de sac, monostromatique (c'est-à-dire formée d'une couche unique de cellules), atteignant 20 cm de long et 2 cm de large, de couleur brun olive, ressemblant à de jeunes plants de Scytosiphon (algue brune de la famille des Scytosiphonaceae), de sorte que ce genre a été considéré comme un membre des Phéophycées pendant près d'un siècle.

## Systématique
Quand il créa cette famille en 1949, Jean Feldmann la considéra comme faisant partie de l'ordre des Scytosiphonales, c'est-à-dire une Phaeophyceae,. Dans les années 1970, des études morphologiques et biochimiques ont un temps attribué cette algue à la classe des Chrysophyceae avant que la classe des Phaeosacciophyceae ne soit créée en 2020. 

## Liste des genres
Selon AlgaeBase (24 février 2022) :
- Chlorophaeoclonium Péterfi, 1948
- Giraudyopsis P.J.L.Dangeard, 1965 - nom invalide
- Phaeosaccion Farlow, 1882 - genre type

L'ordre des Scytosiphonales. Travaux botaniques dédiés à René Maire. Mémoires hors-série de la Société d'Histoire naturelle de l'Afrique du Nord, Alger, Mai 1949, p. 103-115, pages 112-113

## Publication originale
- Jean Feldmann, « L'ordre des Scytosiphonales », Travaux botaniques dédiés à René Maire - Mémoires hors-série de la Société d'Histoire naturelle de l'Afrique du Nord, Alger, vol. 2,‎ mai 1949, p. 103-115 (lire en ligne, consulté le 24 février 2022).